# Луньков, Николай Митрофанович
Никола́й Митрофа́нович Лунько́в (7 января 1919, деревня Павловка, Рязанская область — 26 января 2021, Москва) — советский государственный деятель и дипломат. Чрезвычайный и полномочный посол. Заслуженный работник дипломатической службы Российской Федерации (1999).

## Биография
1937—1941 — секретарь комитета ВЛКСМ, помощник начальника цеха Московского автомобильного завода.
С 1940 года — член ВКП(б).
С 1943 года в НКИД СССР сотрудником Германского отдела.
В 1944 году окончил экстерном Высшую партийную школу при ЦК ВКП(б).
В 1945—1946 годах — сотрудник аппарата политического советника Союзной контрольной комиссии в Австрии.
В 1946—1949 годах — первый секретарь Миссии СССР в Швейцарии.
В 1951—1952 годах — помощник министра иностранных дел СССР.
В 1952—1954 годах — заместитель политического советника Союзной контрольной комиссии в Германии.
В 1952—1954 годах — советник по вопросам внешних сношений Верховного комиссара СССР в Германии.
В 1954—1957 годах — советник Посольства СССР в Швеции.
В 1957 году — заместитель заведующего Отделом международных организаций МИД СССР.
В 1957—1959 годах — заместитель заведующего III Европейским отделом МИД СССР.
В 1959—1962 годах — заведующий Отделом Скандинавских стран МИД СССР.
С 20 января 1962 по 18 января 1968 года — чрезвычайный и полномочный посол СССР в Норвегии.
В 1968—1971 годах — заведующий Отделом по культурным связям с зарубежными странами МИД СССР.
В 1971—1973 годах — заведующий II Европейским отделом и член коллегии МИД СССР.
С 12 мая 1973 по 19 ноября 1980 года — чрезвычайный и полномочный посол СССР в Великобритании и на Мальте по совместительству.
С 5 марта 1976 по 23 февраля 1981 года — член Центральной ревизионной комиссии КПСС.
С 19 ноября 1980 по 12 апреля 1990 года — чрезвычайный и полномочный посол СССР в Италии.
3 марта 1981 года — 2 июля 1990 года — кандидат в члены ЦК КПСС.
В МИД России — консультант МИД России.

## Семья
Женат с 1944 года. Жена — Лунькова Валентина Николаевна (27 декабря 1919 — 31 марта 2022). 
Награды и звания
- Орден Трудового Красного Знамени (22 октября 1971)[3].
- Орден Трудового Красного Знамени (5 января 1979) — за заслуги на дипломатической работе и в связи с шестидесятилетием со дня рождения[4].
- Заслуженный работник дипломатической службы Российской Федерации (15 июня 1999) — За заслуги в реализации внешнеполитического курса Российской Федерации и многолетнюю плодотворную дипломатическую деятельность[5].
- Орден Красной Звезды (5 ноября 1945).
- медали

## Мемуары
- Луньков Н. М. Русский дипломат в Европе. — Москва: ОЛМА-ПРЕСС, ЛГ Информэйшн Груп, 1999. — 352 с. — 11 000 экз. — ISBN 5-224-00630-9.